# Politmins
Els politmins (Polytminae) és una de les subfamílies que formen la família dels troquílids (Trochilidae).

## Taxonomia
Un estudi de filogenètica molecular dels colibrís publicat el 2007 va mostrar que la família constava de nou clades principals. Quan Edward Dickinson i James Van Remsen, Jr. van actualitzar la Howard & Moore Complete Checklist of the Birds of the World per a la quarta edició el 2013, van dividir els nou clades en sis subfamílies i van proposar per a una d'elles el recuperat nom llatí Polytminae

Avui aquesta subfamília és classificada en 12 gèneres amb 30 espècies.
- Gènere Doryfera, amb dues espècies.
- Gènere Schistes, amb dues espècies.
- Gènere Augastes, amb dues espècies.
- Gènere Colibri, amb 5 espècies.
- Gènere Androdon, amb una espècie, colibrí becdentat (Androdon aequatorialis).
- Gènere Heliactin amb una espècie, colibrí banyut (Heliactin bilophus).
- Gènere Heliothryx, amb dues espècies.
- Gènere Polytmus, amb tres espècies.
- Gènere Chrysolampis amb una espècie, colibrí robí (Chrysolampis mosquitus).
- Gènere Avocettula amb una espècie, colibrí mango bec d'alena (Avocettula recurvirostris).
- Gènere Anthracothorax, amb 8 espècies.
- Gènere Eulampis, amb dues espècies.